# انفورماتیک
داده‌ورزی یا اَنفورماتیک (به فرانسوی: Informatique) علم اطلاعات و پردازش اطلاعات و مهندسی سامانه‌های اطلاعاتی است. انفورماتیک ساختار و الگوریتم‌ها و رفتار و اثر متقابل سیستم‌های مصنوعی و طبیعی که به دنبال ذخیره‌سازی و پردازش و دسترسی و نقل و انتقال اطلاعات را بررسی می‌کند همچنین مطالعات تقابل انسان و رایانه را نیز مورد بررسی قرار می‌دهد.
در برخی از کشورها، اصطلاح "انفورماتیک" به معنای سیستم های اطلاعات، علم اطلاعات، نظریه اطلاعات، مهندسی اطلاعات، فناوری اطلاعات، پردازش اطلاعات یا سایر زمینه‌های نظری یا عملی استفاده می‌شود. در آلمان، اصطلاح انفورماتیک با علوم کامپیوتر مدرن مطابقت دارد. بر این اساس، دانشگاه‌های قاره اروپا معمولاً «انفورماتیک» را به عنوان علوم کامپیوتر یا گاهی اطلاعات و علوم کامپیوتر ترجمه می‌کنند، اگرچه دانشگاه‌های فنی ممکن است آن را به عنوان علوم و مهندسی کامپیوتر ترجمه کنند.
با این حال، در ایالات متحده ، اصطلاح انفورماتیک بیشتر در زمینه علم داده، علم کتابخانه یا کاربردهای آن در مراقبت‌های بهداشتی (انفورماتیک سلامت)، استفاده می‌شود.
دانشگاه واشنگتن از این اصطلاح برای اشاره به محاسبات اجتماعی استفاده می کند. در برخی کشورها، این اصطلاح با محاسبات طبیعی و محاسبات عصبی همراه است. 
دولت کانادا از این واژه برای اشاره به واحدهای عملیاتی استفاده می‌کند که خدمات شبکه و کامپیوتر را به بخش‌های مختلف ارائه می‌دهند. 